# 上条末夫
上条 末夫（かみじょう すえお、1933年4月30日 - ）は、日本の政治学者。駒澤大学、尚美学園大学名誉教授。政策研究フォーラム副理事長その後、顧問

## 略歴
山梨県出身。1958年法政大学法学部政治学科卒業、東京政治研究所（のち現代史研究所）所員、1972年駒澤大学専任講師、1974年助教授、1981年教授。2000年定年退任、尚美学園大学総合政策学部教授。2006年退職。
駒澤大学ハイキングクラブ(KHC)顧問

## 著書
- 中共は国連に加盟できるか 現代史研究所 1965.1
- 公明党の動向 現代史研究所 1970.5
- 政治意識の構造 北樹出版 1978.3
- 政治社会学概論 北樹出版 1983.4
- 戦後日本の総選挙 データの時系列分析 北樹出版 1991.3

## 共編著
- 公明党の虚像と実像 創価学会=公明党批判 和田春生,遠藤欣之助共著 民主社会主義研究会議 1968（学習ライブラリー）
- 戦後日本政治史 中村菊男共著 有信堂 1973
- 基礎政治学 北樹出版 1979.4
- 転機に立つ日本の防衛 日米新時代への対応 西修共著 学陽書房 1982.3
- 政治学概論 北樹出版 1992.4
- ガバナンス 北樹出版 2005.6（総合政策シリーズ）
- 政策課題 北樹出版 2006.4（総合政策シリーズ）

## 参考
- 現代日本人名録2002